# Ngựa Xích Thố

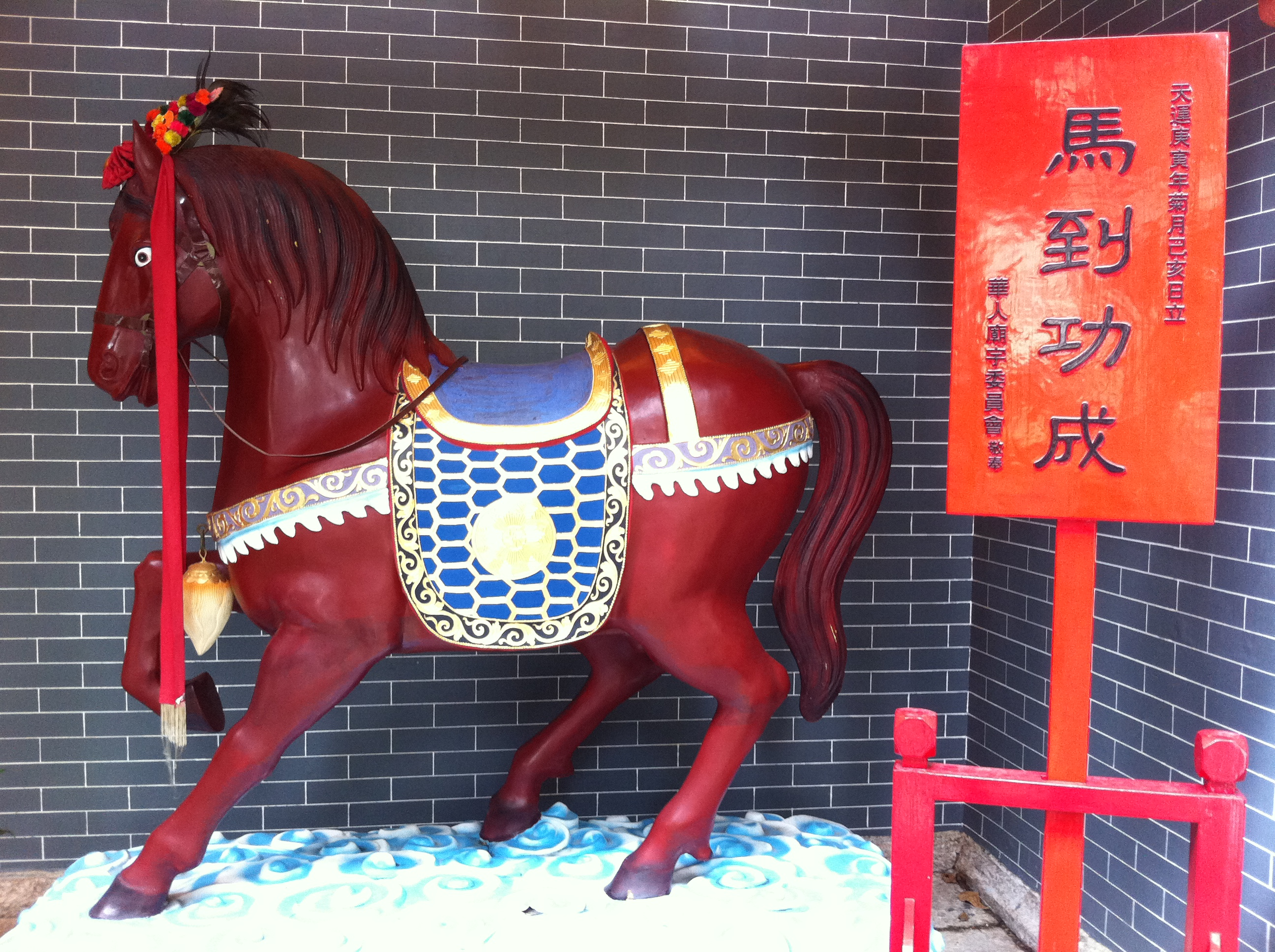
Ngựa xích thố

Ngựa Xích Thố (giản thể: 赤兔马; phồn thể: 赤兔馬; Hán-Việt: Xích Thố Mã; bính âm: chìtù mǎ; nghĩa đen 'Ngựa thỏ đỏ') là một con chiến mã nổi tiếng của Lã Bố vào cuối thời Đông Hán trong lịch sử Trung Hoa. 
Do sự nổi tiếng của tiểu thuyết Tam quốc diễn nghĩa, ngựa Xích Thố trong văn hóa dân gian lại gắn liền với hình tượng nhân vật Quan Vũ, mặc dù chi tiết đó hoàn toàn là hư cấu của nhà văn La Quán Trung và không có bất kỳ một chứng cứ lịch sử nào cho thấy Quan Vũ từng cưỡi một con ngựa gọi là Xích Thố.

## Trong sử sách
Ngựa Xích Thố được nhắc đến trong tiểu sử của Lã Bố (Lã Bố truyện) trong sách Tam quốc chí của Trần Thọ (thế kỷ thứ 3) và sách Hậu Hán thư của Phạm Diệp (thế kỷ thứ 5). Vào năm 193, Lã Bố đã cưỡi con ngựa này khi giúp Viên Thiệu đánh bại tướng Khăn Vàng là Trương Yên ở Thường Sơn. 
Xích Thố được cho là một con ngựa ưu việt, tốc độ chạy nhanh như bay, vượt được mọi địa hình, thậm chí có thể nhảy qua hào. Tào Man Truyện (khuyết danh) viết rằng: vì thế người đương thời có câu: "Nhân trung Lã Bố, mã trung Xích Thố" (Người có Lã Bố, ngựa có Xích Thố) để ca ngợi hai cực phẩm chốn nhân gian này. Sử sách không nhắc đến chuyện Xích Thố có người chủ nào khác ngoài Lã Bố. Không rõ sau khi Lã Bố chết, con ngựa chiến này (nếu vẫn còn sống) đã về tay ai.

## Trong văn học

### Truyện
Trong tiểu thuyết Tam quốc diễn nghĩa của La Quán Trung (thế kỷ thứ 14), ngựa Xích Thố ban đầu của nhân vật Đổng Trác, sau đó Đổng Trác tặng lại cho nhân vật Lã Bố. Con ngựa này từ đầu đến đuôi dài một trượng, từ chân lên trán cao tám thước, toàn thân một màu đỏ rực như lửa, tuyệt không có một sợi lông tạp nào, ngày đi ngàn dặm, trèo non vượt suối dễ dàng.
Tác giả đã thêu dệt nên câu chuyện rằng sau khi Lã Bố chết, Xích Thố được Tào Tháo cho người chăm sóc, sau trao lại cho nhân vật Quan Vũ. Khi Tào Tháo tặng ngựa Xích Thố cho Quan Vũ, Quan Vũ nhận ngựa xong liền phục lạy tạ ơn. Tháo đã phải ngạc nhiên nói:
| “ | Ta đã bao phen trao tặng nào là mỹ nữ, nào là vàng bạc, nào là gấm vóc, sao chẳng thấy Vân Trường vui, nay cho con ngựa này mà Vân Trường lại tạ ơn hậu như vậy? | ” |

Nhân vật Quan Vũ cưỡi ngựa Xích Thố qua năm cửa ải chém sáu tướng (chuyện hư cấu, không có thật). Sau khi Quan Vũ bị bắt và chặt đầu, bộ tướng của Phan Chương là Mã Trung được ban cho Xích Thố, nhưng con ngựa này bỏ ăn rồi chết.

### Thơ
Khi Quan Công mất thì nó cũng mất theo ông, người đời có một bài thơ để lại như sau (thật ra là thơ của tác giả La Quán Trung):
Ngàn dặm mù bay tận nẻo xa
Trèo non vượt suối khéo xông pha
Chặt đứt cương tơ rung chuông ngọc
Rồng đỏ trên trời hẳn mới sa?
Trong truyện Tam Quốc cũng có 2 câu đối nhắc tới ngựa Xích Thố:
| “ | Xích diện bỉnh xích tâm, kỵ Xích Thố truy phong, trì khu thời vô vong Xích Đế Thanh đăng quan thanh sử, trượng thanh long yển nguyệt, ẩn vi xứ bất uý thanh thiên | ” |

theo bản dịch của Phan Kế Bính:
| “ | Bộ mặt đỏ giữ tấm lòng đỏ, cưỡi ngựa Thỏ Đỏ truy phong, lúc ruổi rong không quên nhớ Vua Đỏ Ngọn đèn xanh xem bộ sử xanh, cầm đao yển nguyệt rồng xanh, nơi kín đáo chẳng thẹn với trời xanh | ” |

Trong sử sách không có chỗ nào ghi mặt Quan Vũ màu đỏ, hay việc Quan Vũ từng cưỡi ngựa Xích Thố. Ngay cả Thanh Long Đao cũng không có thật, và loại vũ khí tương tự chỉ bắt đầu được sử dụng từ thời nhà Tống.